# Acanthurus tristis
Acanthurus tristis  (лат.) —  морской тропический вид лучепёрых рыб семейства хирурговых (Acanthuridae). Обитают в Индийском океане, у островов Чагос, Мальдивы, в Бенгальском заливе, Андаманском море и на Бали. Максимальная длина тела 25 см. Населяют богатыми кораллами лагуны и внешние склоны рифов, а также скалистые и песчаные прибрежья, на глубинах от 2 до 30 метров. Молодь напоминает Centropyge eibli.